# 陳鴻寶
陈鸿宝（？—？），清朝人，本籍为江苏兴化海南陈海。监生出身的陈鸿宝于1815年（嘉庆20年）接替曹汝霖 （清），于台湾台北地区担任台湾府淡水厅艋舺县丞一职。

## 生平
1815年（嘉慶二十年）接替曹汝霖 (清)为县丞。